# Сура Аш-Шарх
Сура Аш-Шарх (араб. سورة الشرح) або Розкриття — дев'яносто четверта сура Корану. Мекканська, містить 8 аятів.

## Текст
Переклад Михайла Якубовича

1. Чи не розкрили Ми тобі серце твоє,
2. і не зняли Ми з тебе ношу твою,
3. яка обтяжувала спину твою?
4. Чи не піднесли Ми згадку про тебе?
5. Бо ж, воістину, після труднощів настає полегшення!
6. Воістину, після труднощів настає полегшення!
7. Тож коли звільнишся — дій!
8. І до Господа свого звернись!